# ムナジロサギ
ムナジロサギ（胸白鷺、学名:Egretta picata）は、ペリカン目サギ科に分類される鳥類の一種である。通常シラサギ属（コサギ属）に分類されるが、アオサギ属Ardea とする説もある。

## 分布
セレベスからニューギニア、オーストラリアにかけて分布する。

## 形態
体長約43-49 cm。小型のサギである。喉と頸は白色で、それ以外の体全体は青色の光沢のある黒色である。後頭部には黒色の冠羽がある。胸には長い飾羽がある。眼先は灰褐色、嘴と虹彩、脚は黄色である。

## 生態
沼地や干潟などに生息する。
昆虫類、魚類、甲殻類などを捕食する。
コロニーを形成して繁殖する。しばしば他のサギ類等と混合コロニーを形成する。1腹3-4個の卵を産む。